# Honda Africa Twin
Honda Africa Twin è il nome commerciale utilizzato dalla casa motociclistica giapponese Honda Motor Co. Ltd. per diversi modelli di motocicletta, basati sulla stessa impostazione di moto enduro ma con varie modifiche ed evoluzioni che si sono succedute nel corso del tempo. 
La prima fu la XRV 650 prodotta dal 1988 al 1990, succeduta dalla Honda XRV 750 prodotta dal 1990 al 2002 (in questo lasso di tempo furono apportate molte modifiche nel corso degli anni). 
In seguito, il nome di Africa Twin fu rispolverato per la Honda CRF 1000L, presentata nel 2015 ed infine per la CRF 1100L presentata nel 2020.

## Il contesto
La storia della Honda Africa Twin inizia sulle piste di uno dei rally più noti: la Parigi-Dakar. Nel Rally Dakar 1986, la Honda si presentò al via con la NXR 750, una bicilindrica a 8 valvole di 780 cm³ capace di sviluppare oltre 75 cavalli, con un peso a secco intorno ai 160 kg: il risultato fu che Cyril Neveu e Gilles Lalay conclusero al primo e secondo posto.
L'anno successivo Neveu fece il bis, davanti a Edi Orioli. Il friulano vinse la sua prima Dakar nel 1988, in sella alla stessa moto usata da Neveu nell'edizione dell'anno precedente, mentre, nell'edizione 1989, Lalay portò al quarto successo consecutivo l'ultima evoluzione della NXR.
Nel 1990. Honda decise di non proseguire con questa esperienza, ma nel frattempo aveva provveduto a sfruttare la grande pubblicità ricevuta.

## Honda XRV (1987-2003)

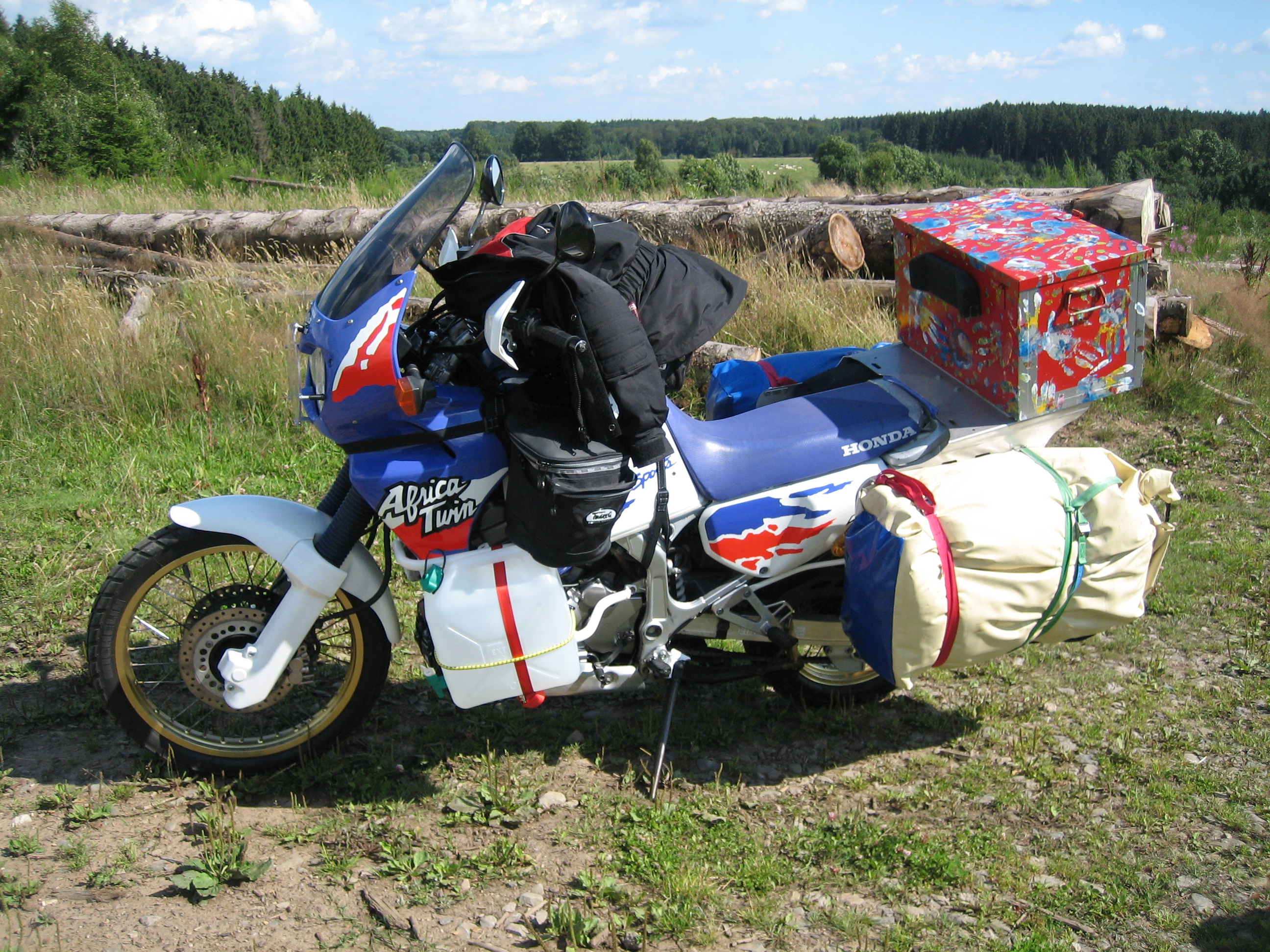
Africa Twin attrezzata per un raid

Già al salone di Parigi del 1987 fu infatti presentata una replica in scala leggermente ridotta della NXR: la Honda XRV 650 Africa Twin RD03. In realtà le differenze non erano poche, in pratica il motore era quello, un po' rivisto, della Transalp 600 presentata nel 1986. Oltre all'indispensabile avviamento elettrico, la nuova bicilindrica disponeva di motore a V di 52° (anziché 50°) con distribuzione a 3 valvole per cilindro anziché 4.
Nel 1990 arrivò la RD04, con cilindrata portata a 750 cm³, modifiche al telaio e doppio freno a disco sull'anteriore: nel complesso, era stata migliorata la guida su strada a scapito di quella in fuoristrada.
Nel 1993 fu presentata la RD07, probabilmente la più riuscita nel complesso. Parecchie le modifiche apportate, tra cui, in particolare, nuovo telaio che permetteva di abbassare il baricentro, cassa filtro montata in alto sul nuovo serbatoio, sospensione posteriore con escursione aumentata di 10 mm, sospensioni anteriori con ricarica gas, chiusura sella a due ganci.
Il rinnovamento del 1996, con la versione RD07a, fu un parziale passo indietro, soprattutto per le sospensioni semplificate.
Versioni
- Honda Africa Twin 650 RD03 (dal 1988)
- Honda Africa Twin 750 RD04 (dal 1990)
- Honda Africa Twin 750 RD07 (dal 1993)
- Honda Africa Twin 750 RD07a (dal 1996)

## Africa Twin Marathon

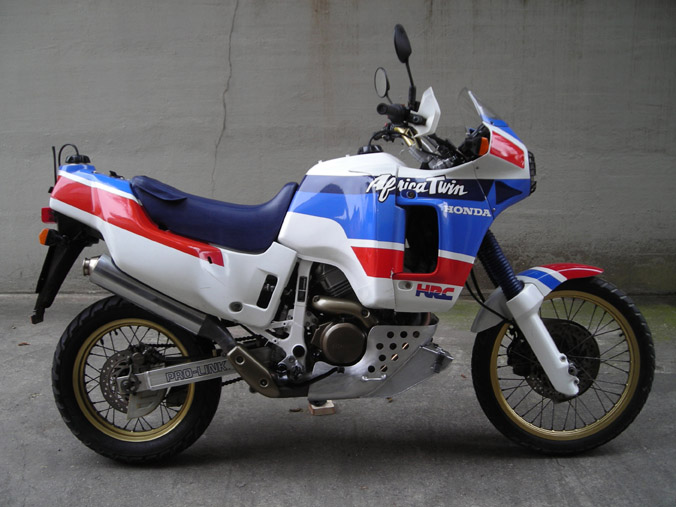
Africa Twin Marathon

Per sopperire in qualche modo al ritiro delle Honda ufficiali dai rally africani (dopo 4 vittorie alla Paris-Dakar), nell'autunno 1988 Honda France, in collaborazione con la casa madre giapponese, lanciò l'operazione “50 Africa Twin à Dakar”, destinate a competere nell'imminente edizione '89. Cinquanta esemplari, con numeri di telaio appartenenti alla stessa sequenza delle 650 di normale produzione, furono appunto assegnati ad altrettanti motociclisti, per lo più francesi, scelti in esito a una dura selezione. Alcune moto, però, tramite importatori locali, furono affidate a piloti di altre nazionalità (italiana, spagnola, inglese, senegalese). Diciotto di queste Africa Twin conclusero la gara e il francese Patrice Toussaint finì sedicesimo assoluto e primo della classe Marathon.
Nel 1989, per la dodicesima edizione della Dakar, furono quindi allestite altre cinquanta moto, ancora più curate della serie precedente e contrassegnate da un numero di telaio differente, che inizia infatti per 6 (da 600001 a 600050). Una ventina di esemplari furono affidati a piloti francesi, mentre gli altri furono destinati ad altri paesi: almeno tre in Spagna e un'altra ventina in Italia, consegnati a metà novembre 1989, quindi, troppo tardi per l'iscrizione al rally.
Versioni
- Honda Africa Twin Marathon 650 RD03 1988
- Honda Africa Twin Marathon 650 RD03-A 1989
- Honda Africa Twin Marathon 750 RD04 1990

## CRF 1000L (2015-2020)

Honda CRF1000L Africa Twin - Modello 2016 con ABS e cambio meccanico

La Honda CRF 1000L è una motocicletta mossa da un inedito bicilindrico parallela da 998 cc completamente nuovo prodotta dalla fine del 2015 al 2020, che riprende dopo più di 12 anni la nomenclatura Africa Twin. La motocicletta è stata sviluppata come erede moderna delle precedenti Africa Twin, l'XRV 750 e l'XRV 650, che erano basati sull'NXR 750 che vinse quattro volte il rally Parigi-Dakar alla fine degli anni '80.
Rispetto all'originale moto con bicilindrico a V che è stata venduta dal 1988 fino al 2003, non è rimasto nulla, in quanto telaio e ciclistica sono inediti e moderni; inoltre la CFR 1000L ha un'impostazione totalmente differente, essendo più una turismo stradale che una enduro.

## Caratteristiche tecniche
| Caratteristiche tecniche - Honda XRV 650 RD03 | Caratteristiche tecniche - Honda XRV 650 RD03                              | Caratteristiche tecniche - Honda XRV 650 RD03                              | Caratteristiche tecniche - Honda XRV 650 RD03                              | Caratteristiche tecniche - Honda XRV 650 RD03                              | Caratteristiche tecniche - Honda XRV 650 RD03                              |
| --------------------------------------------- | -------------------------------------------------------------------------- | -------------------------------------------------------------------------- | -------------------------------------------------------------------------- | -------------------------------------------------------------------------- | -------------------------------------------------------------------------- |
|                                               |                                                                            |                                                                            |                                                                            |                                                                            |                                                                            |
| Dimensioni e pesi                             |                                                                            |                                                                            |                                                                            |                                                                            |                                                                            |
| Ingombri (lungh.×largh.×alt.)                 | 2295 × 865 × 1290 mm                                                       | 2295 × 865 × 1290 mm                                                       | 2295 × 865 × 1290 mm                                                       | 2295 × 865 × 1290 mm                                                       | 2295 × 865 × 1290 mm                                                       |
| Altezze                                       | Sella: 890 mm - Minima da terra: 255 mm                                    | Sella: 890 mm - Minima da terra: 255 mm                                    | Sella: 890 mm - Minima da terra: 255 mm                                    | Sella: 890 mm - Minima da terra: 255 mm                                    | Sella: 890 mm - Minima da terra: 255 mm                                    |
| Interasse: 1540 mm                            | Interasse: 1540 mm                                                         | Massa a vuoto: 187 kg                                                      | Massa a vuoto: 187 kg                                                      | Serbatoio: 25 l                                                            | Serbatoio: 25 l                                                            |
| Meccanica                                     |                                                                            |                                                                            |                                                                            |                                                                            |                                                                            |
| Tipo motore: Bicilindrico a V 52° a 4 tempi   | Tipo motore: Bicilindrico a V 52° a 4 tempi                                | Tipo motore: Bicilindrico a V 52° a 4 tempi                                | Tipo motore: Bicilindrico a V 52° a 4 tempi                                | Raffreddamento: a liquido                                                  | Raffreddamento: a liquido                                                  |
| Cilindrata                                    | 647 cm³ (Alesaggio 79 × Corsa 66 mm)                                       | 647 cm³ (Alesaggio 79 × Corsa 66 mm)                                       | 647 cm³ (Alesaggio 79 × Corsa 66 mm)                                       | 647 cm³ (Alesaggio 79 × Corsa 66 mm)                                       | 647 cm³ (Alesaggio 79 × Corsa 66 mm)                                       |
| Distribuzione:                                | Distribuzione:                                                             | Distribuzione:                                                             | Alimentazione: 2 carburatori 32                                            | Alimentazione: 2 carburatori 32                                            | Alimentazione: 2 carburatori 32                                            |
| Potenza: (49,5 CV) a 8.000 g/min              | Potenza: (49,5 CV) a 8.000 g/min                                           | Coppia:                                                                    | Coppia:                                                                    | Rapporto di compressione:                                                  | Rapporto di compressione:                                                  |
| Frizione: dischi multipli in bagno d'olio     | Frizione: dischi multipli in bagno d'olio                                  | Frizione: dischi multipli in bagno d'olio                                  | Cambio: sequenziale a 5 marce (sempre in presa)                            | Cambio: sequenziale a 5 marce (sempre in presa)                            | Cambio: sequenziale a 5 marce (sempre in presa)                            |
| Accensione                                    | digitale CDI                                                               | digitale CDI                                                               | digitale CDI                                                               | digitale CDI                                                               | digitale CDI                                                               |
| Trasmissione                                  | a catena                                                                   | a catena                                                                   | a catena                                                                   | a catena                                                                   | a catena                                                                   |
| Avviamento                                    | elettrico                                                                  | elettrico                                                                  | elettrico                                                                  | elettrico                                                                  | elettrico                                                                  |
| Ciclistica                                    |                                                                            |                                                                            |                                                                            |                                                                            |                                                                            |
| Telaio                                        | in tubi quadri                                                             | in tubi quadri                                                             | in tubi quadri                                                             | in tubi quadri                                                             | in tubi quadri                                                             |
| Sospensioni                                   | Anteriore: Forcella telescopica / Posteriore: Monoammortizzatore idraulico | Anteriore: Forcella telescopica / Posteriore: Monoammortizzatore idraulico | Anteriore: Forcella telescopica / Posteriore: Monoammortizzatore idraulico | Anteriore: Forcella telescopica / Posteriore: Monoammortizzatore idraulico | Anteriore: Forcella telescopica / Posteriore: Monoammortizzatore idraulico |
| Freni                                         | Anteriore: a disco da 296 mm / Posteriore: a disco da 240 mm               | Anteriore: a disco da 296 mm / Posteriore: a disco da 240 mm               | Anteriore: a disco da 296 mm / Posteriore: a disco da 240 mm               | Anteriore: a disco da 296 mm / Posteriore: a disco da 240 mm               | Anteriore: a disco da 296 mm / Posteriore: a disco da 240 mm               |
| Pneumatici                                    | anteriore da 90/90 21; posteriore da 130/90 17                             | anteriore da 90/90 21; posteriore da 130/90 17                             | anteriore da 90/90 21; posteriore da 130/90 17                             | anteriore da 90/90 21; posteriore da 130/90 17                             | anteriore da 90/90 21; posteriore da 130/90 17                             |
| Fonte dei dati:                               |                                                                            |                                                                            |                                                                            |                                                                            |                                                                            |